# فلورين مزدوج
كانت القطعة المكونة من فلورين مزدوج أو أربعة شلنات عملة بريطانية أنتجتها دار السك الملكية بين عامي 1887 و1890. إنها واحدة من أقصر العُملات المعدنية البريطانية عمراً، إذ سُكت في أربع سنوات فقط. وجه العُملة، الذي صممه جوزيف بوم ونقشه ليونارد تشارلز واين، يصور الملكة فيكتوريا، في حين أن الوجه الخلفي، الذي يضم الرموز الوطنية للمملكة المتحدة، صممه واين بناءً على عملات تشارلز الثاني.
قُدم الفلورين المزدوج كجزء من إعادة تصميم العُملات المعدنية التي جرت في عام 1887، وهو عام اليوبيل الذهبي للملكة فيكتوريا. وكان أحد أهداف إعادة التصميم هو استبدال صور الملكة التي تغيرت قليلاً منذ شبابها، ولم تعد تشبه الملكة التي اقتربت من عيد ميلادها السبعين. سعى مسؤولو دار سك العُملة والسياسيون أيضًا إلى تقليل الاعتماد على نصف السيولني، وهي عُملة ذهبية بقيمة عشرة شلنات وكان من المُكلف ضربها، من خلال إصدار عُملة الفلورين المزدوجة (أربعة شلنات) وإعادة تقديم عُملة التاج (خمسة شلنات). كانوا يعتزمون أيضًا إجراء المزيد من التخفيض في قيمة العُملة بعد إدخال الفلورين (شلنين، أو عُشر الجنيه) في عام 1849.
أثارت عملة اليوبيل ضجة كبيرة، عندما صدرت في يونيو/حزيران 1887. وقد أثار التاج الملكي الصغير الذي وضعه بوم على رأس فيكتوريا سُخرية واسعة النطاق. و تعرضت العُملة المعدنية ذات الفلورين المزدوج على وجه الخصوص لانتقادات شديدة لأنها قريبة في الحجم من التاج ذي الخمسة شلنات، مما أدى إلى حدوث ارتباك، خاصة وأن أيًا من العُملتين لم يكن يحمل فئتها. قيل إن الارتباك كان حادًا بشكل خاص في الحانات العامة، حيث قبِلته النادلات معتقدات إنه تاج، و أطلقن عليه لقب "خراب النادلة" أو "حزن النادلة". توقف سَك العُملة المعدنية بعد عام 1890، على الرغم من إنها ظلت متداولة. عند التحويل الكامل إلى النظام العشري في عام 1971، لم يُلغى تداول الفلورين المزدوج، وظل نقدًا قانونيًا مقابل 20 بنسًا (0.20 جنيه إسترليني).

## خلفية
خلال القرن التاسع عشر، واصلت بريطانيا نظامها النقدي القديم، والذي بموجبه كان 12 بنسًا يشكل شلنًا، و20 شلنًا للجنيه. كان هناك اهتمام بتحويل هذا النظام إلى النظام العشري، وفي عام 1849، صدر الفلورين، وهو يعادل شلنين أو عُشر الجنيه، كخطوة أولى. كان من المقرر أن يحل محل نصف التاج، الذي يساوي شلنين وستة بنسات، توقف إنتاج نصف التاج في عام 1850، ولكن استؤنف في عام 1874، وسُكت كلا العُملات المعدنية حتى التحول إلى النظام العشري الكامل في السبعينيات. لم يُسك التاج، أو القطعة المعدنية بقيمة خمسة شلنات، للتداول بين عامي 1847 و1887؛ سُكت العُملة المعدنية لعام 1847 بأعداد محدودة وربما كانت مخصصة للذكرى. اقترح مدير بنك إنجلترا إصدار عُملة فلورين مزدوجة في عام 1874، عارضها نائب مدير دار سك العُملة الملكية، تشارلز فريمانتل.
العُملة التالية الأكبر من حيث القيمة هي نصف السيول الذهبية، وتساوي عشرة شلنات. هذهِ عُملة صغيرة، تساوي في حجمها عُملة الستة بنسات الفضية (كان طلاء الستة بنسات وتمريرها على إنها نصف جنيه استرليني إساءة مستمرة). عملت الحكومة على ثبط استخدام نصف السيادات- على عكس العملات الفضية، كان من المفترض أن يحتوي السيادات ونصف السيادات على قيمتها الكاملة في المعادن الثمينة، وفقًا لمعيار صارم حدده قانون العملات لعام 1870. هذهِ الحدود صارمة للغاية لدرجة إن 45 في المائة من نصف الجنيهات السيادية التي ضُرب حديثًا رفضتها المقاييس الآلية في دار سك العملة الملكية، مما استلزم إعادة سكها. استفادت الحكومة من خلال فرض رسوم على العُملات الفضية بِنسبة تقترب من 20 في المائة، اعتمادًا على سعر الفضة. وكان نصف السيول باهظ الثمن سواء من حيث قيمة معدنه أو من حيث تكاليف إنتاجه، خاصة بِالمقارنة مع العُملات الفضية. هذهِ المشاكل أقل حِدة مع العُملة السيادية، التي ظل الطلب عليها مرتفعا باعتبارها عملة تجارية عالمية، في حين كان نصف العُملة السيادية يميل إلى البقاء في بريطانيا. في عام 1884، اقترحت حكومة غلادستون تقليل كمية الذهب في نصف السينود بمقدار العُشر، مما يجعله عملة رمزية، ولكن تخلوا عن التغيير. كانت العُملات الذهبية البريطانية بمثابة عُملة قانونية للدفع بأي مبلغ، لكن العُملات الفضية كانت بمثابة عملة قانونية فقط بقيمة أربعين شلنًا.

## بداية
في سبتمبر/أيلول 1886، رد وزير الخزانة اللورد راندولف تشرشل بشكل متعاطف على اقتراح في مجلس العموم بإلغاء نصف السيول واستبداله بعُملات فضية. على الرغم من إن تشرشل لم يكن ملتزمًا، فقد كتب ابنه وكاتب سيرته الذاتية ونستون أنه "كان لديه مخطط قاتل ضد نصف الجنيه الإسترليني- "تلك العملة الصغيرة المسرفة" -وكان يعتقد إنها سمة باهظة الثمن وغير ضرورية للعُملة البريطانية". كان اللورد راندولف مؤيدًا لسحب نصف السيول، مع استبداله بعُملات فضية كبيرة، واسترداد نصف السيول المتبقية على أن تُسدد جزئيًا بعُملات فضية وجزئيًا بأوراق نقدية بقيمة 1 جنيه إسترليني، مع استبدال جزء منها بالسيول. وبما أن هذا يعني إن أكبر فئة من العُملات المعدنية التي يمكن تغييرها من الجنيه ستكون نصف التاج، فقد اقترح جيمس كوري، محافظ بنك إنجلترا، عُملة من فئة فلورين مزدوج للمساعدة في إعطاء التغيير. قبل أن يتسنى اتخاذ قرار بشأن هذه المسائل، استقال اللورد راندولف من منصبه كمستشار في أواخر ديسمبر/كانون الأول عام 1886. وكان خليفته، جورج جوشين، بطيئًا في اتخاذ قرار بشأن وقف العمل بنصف العملة السيادية، وفي النهاية قرر عدم القيام بذلك. ومع ذلك، لم يكن جوشين مؤيدًا لنصف السيادي، ولم يُسك أي منها في منشأة دار السك الملكية في تاور هيل بين يونيو/حزيران 1887 وفبراير/شباط 1890.
من بين الذين ضغطوا من أجل إصدار عُملات فضية كبيرة مؤيدو ثنائية المعدن، مما يجعل الذهب والفضة عُملة قانونية. كانت القطعة النقدية بقيمة أربعة شلنات شائعة في المقترحات الخاصة بالعُملة المعدنية ثنائية المعدن بالكامل منذُ عام 1868 على الأقل. إن زيادة كمية الفضة المستخدمة في سك العُملات بِمثابة خطوة نحو ثنائية المعدن. كانت قضية ثنائية المعدن حادة بشكل خاص في بريطانيا في منتصف ثمانينيات القرن التاسع عشر بسبب المشاكل في الهند البريطانية، تلقت الحكومة الإيرادات بالفضة ولكنها اضطرت بعد ذلك إلى سداد مدفوعات لبريطانيا بالذهب، في وقت كانت فيه قيمة الفضة نسبة إلى الذهب تتناقص. إن زيادة السيادة على العُملات الفضية الكبيرة قد تسمح لبريطانيا بِمنح الهند إعفاءً ماليًا.

لم يُعثر على وثيقة تشرح بشكلٍ واضح قرار إصدار فلورين مزدوج. كَتب عالم العملات جي بي داير في مقاله عن التأثيرات التي أدت إلى ظهور الفلورين المزدوج:
يمكن العثور عليها بوضوح في الرغبة في تقليل استخدام النصف-جنيه المكلف، وهو ما كان من شأنه الحفاظ على الذهب وزيادة الطلب على الفضة، وهما هدفان مرغوب فيهما بالنظر إلى القلق من أن انخفاض إمدادات الذهب ووجود فائض من الفضة قد أثر سلبًا على قيمتهما النسبية، مما ألحق الضرر بالتجارة وأضر بحكومة الهند. إن إصدار كل من العملة المزدوجة (دوبل فلورين) والعملات الكبيرة (كراون) يشير إلى التردد وعدم اليقين بشأن أيهما قد يُفضل، ولكن في النهاية، أظهرت الجماهير البريطانية بسرعة أنها لا تهتم بأي منهما.
وصف السير جون كلابهام الفلورين المزدوج في كتابه تأريخ بنك إنجلترا عام 1944، بأنه "تنازل غير مخلص لمحبي النظام العشري". وقد بُرر إصدار الفلورين المزدوج أيضًا على أمل إنه، باعتباره عُملة فضية كبيرة الحجم بحجم "الدولار"، سوف يتنافس مع "الدولار" المكسيكي كعُملة تجارية في الشرق الأقصى، وتشجع فريمانتل عندما وِزع 1000 جنيه إسترليني من العُملات الجديدة على بنك مرتبط بالتجارة الشرقية في عام 1887. ومع ذلك، كانت القيمة الجوهرية للفلورين المزدوج أقل بنحو ستة بنسات من العُملة المكسيكية، وأقل من خمسة في المائة من الفلورين المزدوج ارسل إلى الخارج.

## تصميم

### وجه العملة

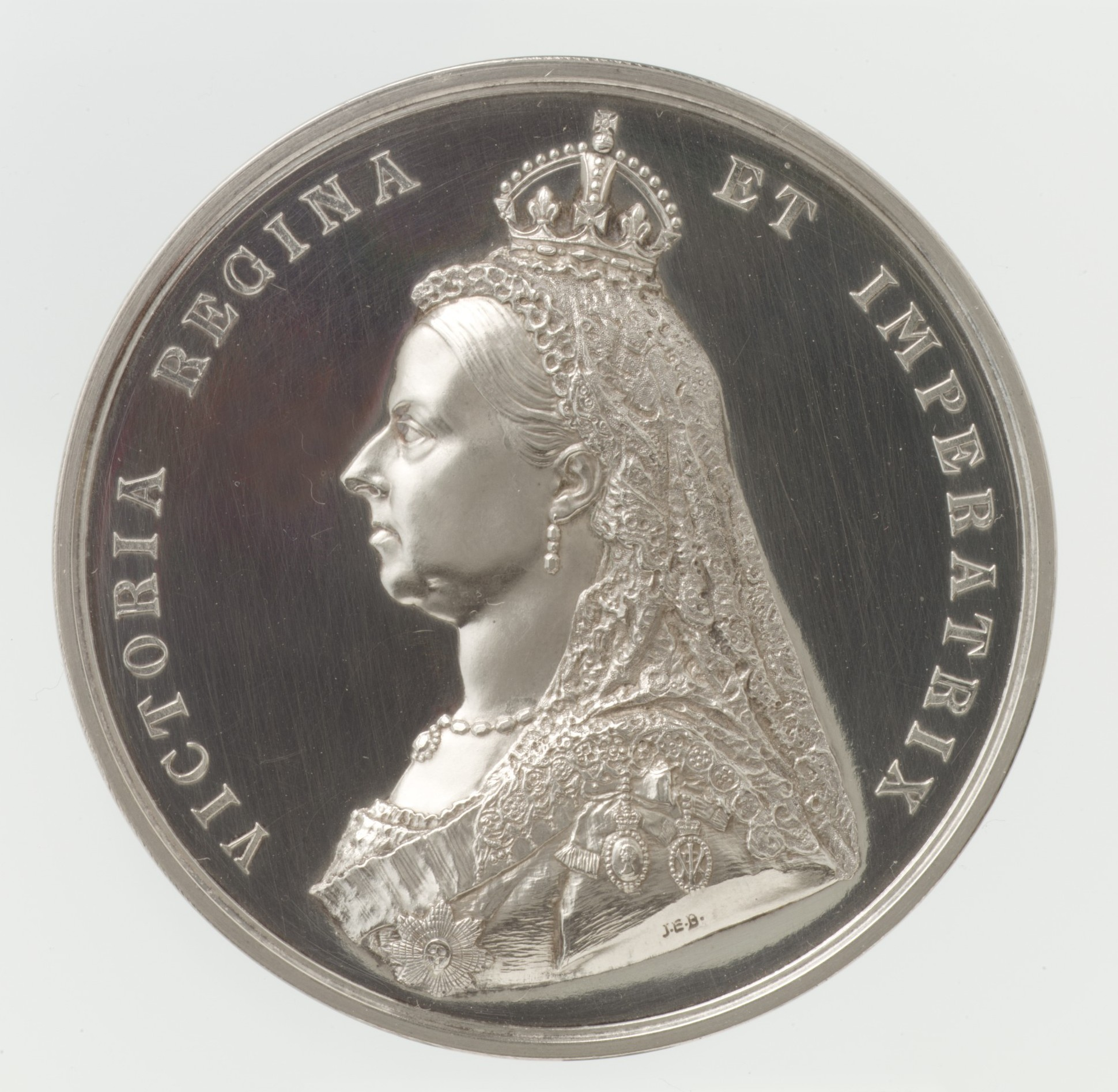
ميدالية بوم بمناسبة اليوبيل الذهبي لفيكتوريا عام 1887

بحلول عام 1887، جلست الملكة فيكتوريا على العرش لمدة نصف قرن، وتبلغ من العمر ما يقارب 70 عامًا. و مع ذلك، ظلت العُملات المعدنية في المملكة المتحدة تصورها كامرأة شابة، كما كان الحال منذُ الإصدار الأول للعُملات المعدنية التي تصورها في عام 1838. أتاح يوبيلها الذهبي في عام 1887 الفرصة لوضع تصميمات جديدة على العُملات المعدنية، وشهدت جميع العملات المتداولة باستثناء القِطع البرونزية صورة جديدة لها في ذلك العام.
في عام 1879، اختير جوزيف بوم، على ما يبدو من قِبل الملكة فيكتوريا نفسها، لتنفيذ صورة للملكة يُمكن استخدامها كنموذج لتصميم العُملات. أعد بوم نموذجًا استخدم في الميدالية التي تمثل يوبيل الملكة، والذي عُدل للعملات المعدنية ذات النقش البارز المنخفض بواسطة ليونارد تشارلز واين، الذي أجرى تغييرات صغيرة.

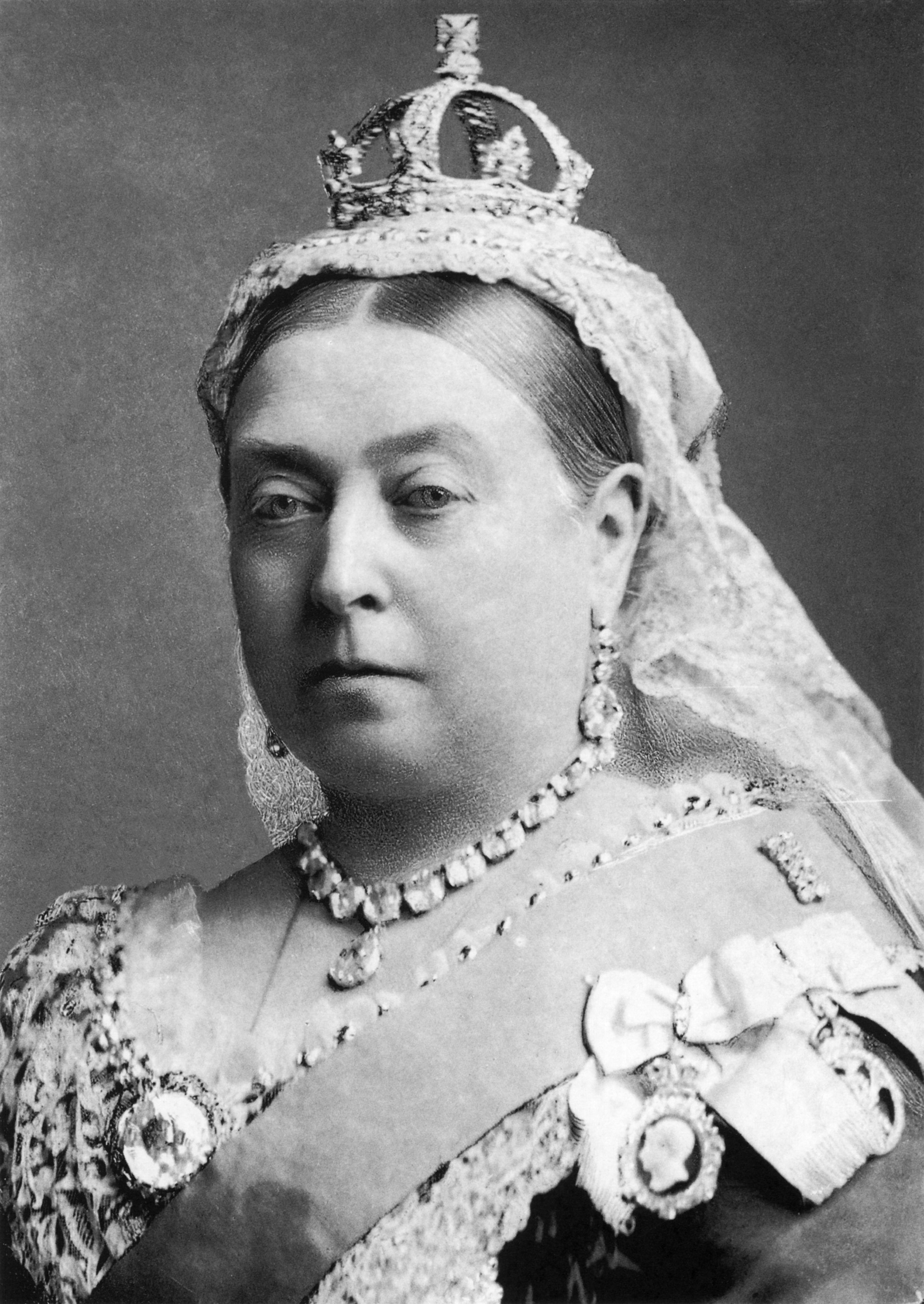
الصورة الرسمية للملكة فيكتوريا. 1882

يَظهر على وجه عملة اليوبيل، التي صدرت لأول مرة في عام 1887، بما في ذلك الفلورين المزدوج، هذا التشابه. سرعان ما أصبح مثيرًا للجدل، على الرغم من إنه كان صورة من الحياة، حيث جلست الملكة لبوهيم. وفقًا للمؤلف المتخصص في علم العُملات، هوارد لاينكار، فإن الوجه الأمامي لعُملات عام 1887 "أثار عاصفة من الاستنكار، موجهة بشكل خاص ضد تمثال الملكة. كيف مُرر هذا التصميم من قِبل الملكة نفسها لغز صغير". في مقالهما عن دور بوم في عُملات اليوبيل، يتفق داير ومارك ستوكر (كاتب سيرة بوم) على: "على الرغم من إن حكم الملكة الفني كان بلا شك مسألة حظ، إلا إنه لا يزال يبدو غريبًا إنها أو أولئك الأكثر تورطًا لم يكن لديهم أي فكرة عن الاستجابة العامة المحتملة". اعتبر المؤرخ السير تشارلز عمان أن عُملة اليوبيل "أعظم خيبة أمل في القرن".
ترتدي فيكتوريا تاجًا صغيرًا، اشترته حتى لا تضطر إلى ارتداء تاج أثقل. هذا التاج الذي تُفضل ارتداءه في ذلك الوقت، و يظهر على تماثيل أخرى معاصرة لها. وفقًا لـ Linecar، "ضع إصبعك فوق التاج، لن تجد شيئًا غريبًا في الصورة: إنها مجرد صورة لسيدة أرملة في حالة حداد. وبالتالي، فإن الاستنكار ينصب على التاج الصغير بشكل مثير للسخرية... عندما رأت هي (والجمهور) نفسها كما رآها الآخرون، هل أدركت فجأة، كما يفعل الكثير منا، أنها كانت ترتدي "قبعة" لا تناسبها؟"
ذكر سيمون هيفر، في كتابه تأريخ بريطانيا في العقود التي سبقت الحرب العالمية الأولى، إن النقش على عُملة اليوبيل كان "صادقًا وواقعيًا"، لكن فيكتوريا "بدت حامضة، بلا ذقن وخنزيرية، ورأسها الضخم أكثر وضوحًا بسبب التاج الذي كان أصغر منها بعدة أحجام، فوق غطاء رأس غريب". صرح الناقد الفني جورج مور عن عُملة اليوبيل قائلاً: "إن بوتقة الانصهار سوف تُصحح هذا الأمر في أحد الأيام". في عام 1985، كتب عالم العُملات لورانس دبليو كوب عن الصورة نظرة أكثر دقة، قال: "يبدو أن واين حاول تخفيف مظهر الملكة المتمثل في التقدم في السن والتوتر والضغط [على الميدالية]، ولكن في القيام بذلك فقد بعض القوة والحيوية لروح الملكة التي لا تُقهر. ومع ذلك، حتى مع عيوبها، فإن صورة واين تُحافظ على جلالة حضور الملكة".
بالإضافة إلى حمل التاج، فإن رأس فيكتوريا يحمل حجاب الأرملة. بعد وفاة الأمير ألبرت، زوج الملكة إليزابيث الثانية، عام 1861، ظلت في حالة حداد، وكان الحجاب أسود اللون. ينزل الحجاب من قبعة الأرملة التي تُلبس تحت التاج. لدى الملكة عقد من اللؤلؤ ويوجد قرط في أذنها المرئية. ترتدي شريط ونجمة وسام الرباط وشارة وسام تاج الهند؛ ويمكن العثور على الأحرف الأولى من اسم الفنان JEB على الجزء المقطوع من تمثال نصفي لها.

### الوجه الخلفي والنقوش

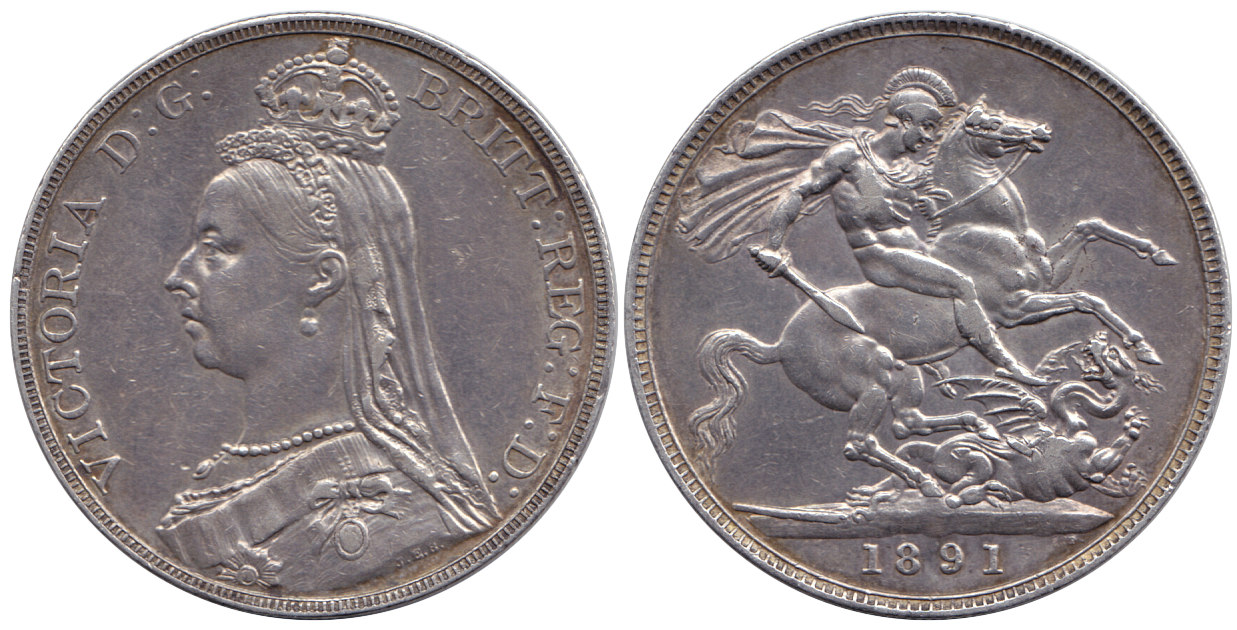
غالبًا ما كان يتم الخلط بين الفلورين المزدوج والتاج، الذي كان يحمل وجهًا متطابقًا تقريبًا وكان مشابهًا في الحجم؛ ولم يحمل أي منهما بيانًا بقيمته.

يحتوي الوجه الخلفي على أربعة دروع متصالبة الشكل، مع صولجاناً في الزوايا بينها. استند هذا إلى تصميمات جون روتييه للعُملات الذهبية التي صنعها تشارلز الثاني. وصفت التصميمات العكسية للفلورين والفلورين المزدوج (وهي متطابقة تقريبًا) في الإعلان مما يجعلها حديثة على إنها "مضمنة في أربعة دروع مرتبة عرضيًا، كل درع متوج، وبين الدروع أربعة صولجانات تعلوها كرات، وشوك وقيثارة، ونجمة الرباط في الوسط". وشكلت هذه الأسلحة شعارات المملكة المتحدة. الدروع في الأعلى والأسفل هي شعار إنجلترا، والدرع الموجود على اليمين هو شعار اسكتلندا، والدرع الموجود على اليسار هو شعار أيرلندا. كتبت جيرترود رولينجز في عام 1898 إن تصميم الفلورين المزدوج هو "يشع بأدوات المطبخ وصواني الشاي".
حول حافة الفلورين المزدوج توجد إصدارات مختصرة لبعض ألقاب الملكة، مع التأريخ على الجانب الخلفي. يقرأ نقش الوجه الأمامي VICTORIA DEI GRATIA (فيكتوريا بفضل الله) ويستمر على الوجه الخلفي، BRITT: REG: FID: DEF: (ملكة بريطانيا، المدافعة عن الإيمان). المقصود من "البريطانيين" في الأسطورة هو تضمين المستعمرات والأقاليم الأخرى. غير موجود IND: IMP:، إمبراطورة الهند. كان القانون الذي سمح لفيكتوريا بتبني هذا اللقب قد منعها من استخدامه داخل المملكة المتحدة، ويعكس الفلورين المزدوج هذا القرار. أرادت الملكة أن يظهر هذا اللقب على العُملات البريطانية، وحصلت على ما تريد في الإصدار التالي، الذي بدأ في الظهور في عام 1893، بعد إلغاء الفلورين المزدوج.
مثل التصميمات الأخرى التي صدرت في البداية في يونيو/حزيران 1887، فإن التصميم الخاص بالفلورين المزدوج لا يحتوي على أي إشارة إلى قيمة العُملة المعدنية. بحلول عام 1889، حتى الفرد الذي صوُر على عُملة اليوبيل قد انقلب عليها، وكتب في ملاحظة، "الملكة تكره العُملة الجديدة بشدة، وتتمنى أن يظل من الممكن استخدام العُملة القديمة والتخلص من العُملة الجديدة تدريجيًا، ثم ضرب عملة جديدة." في عام 1891، أنشأت دار السك لجنة للحكم على المشاركات في مسابقة جديدة. وضع التصميم الفائز، الذي صممه توماس بروك، على العُملات المعدنية بداية من عام 1893 حتى عام 1895، مع ظهور عُملات فضية جديدة باقية بين ستة بنسات ونصف كراون؛ وعليها بيان بالقيمة.

## إنتاج

### الإفراج والجدل

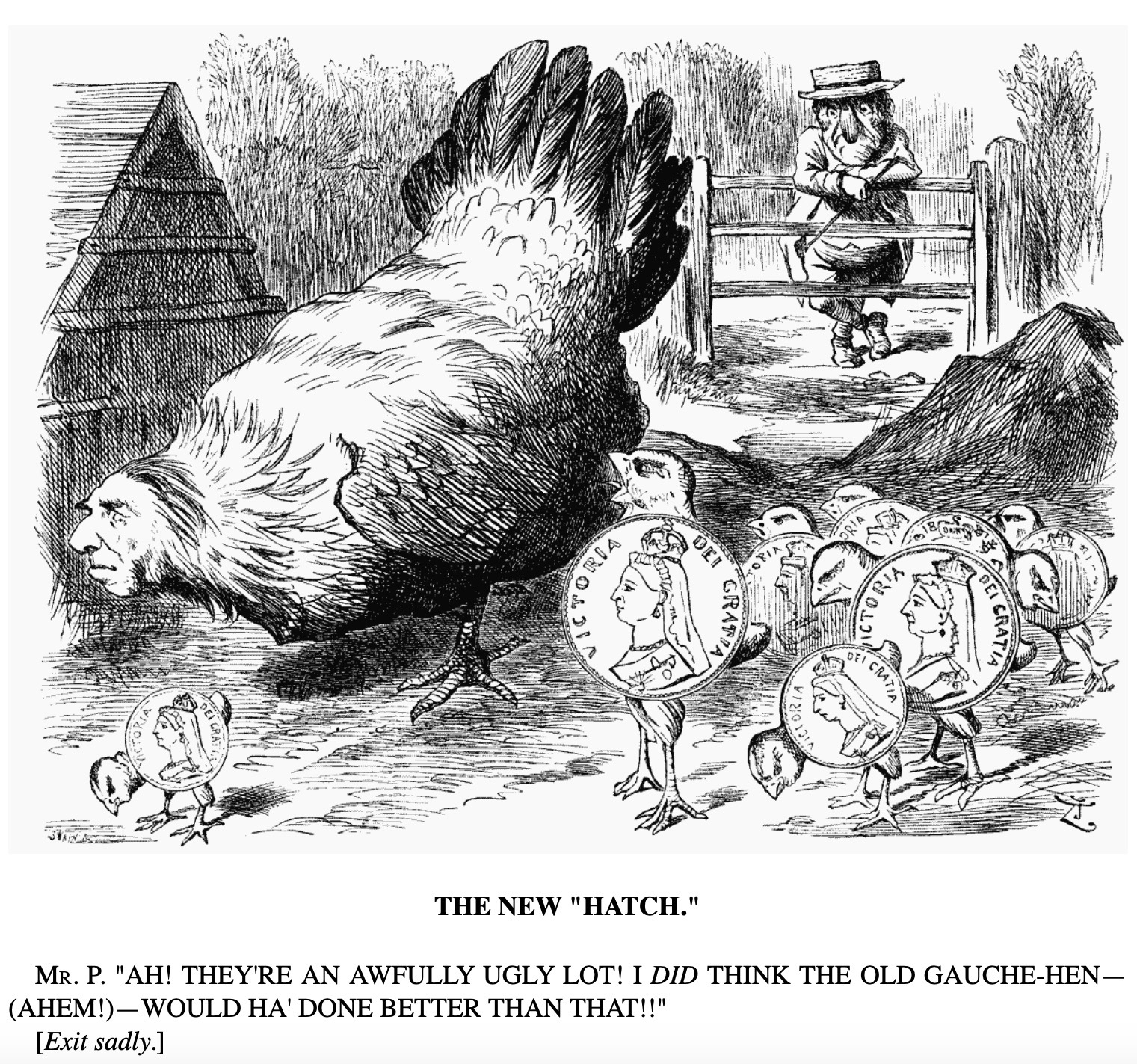
مجلة "بانش" تسخر من إصدار العملة المعدنية "اليوبيل"، بتاريخ 9 يوليو 1887. يشعر بانش بخيبة الأمل بسبب قبح نسل "جوش-هن" (جوشين).

في ديسمبر/كانون الأول 1886، نجح بوم في صُنع نموذج للتصميم الذي كان راضيا عنه. ولم يكن من الممكن سك العُملات المعدنية ذات الأنماط إلا في فبراير/شباط من عام 1887، صُنعت قوالب العملات المعدنية التي نقشها واين. في 24 مارس/آذار 1887، قدمت فريمانتل وجوه بعض الفئات على الأقل للموافقة عليها من قِبل جوشين ثم فيكتوريا. على الرغم إنه ليس من الواضح ما إذا كان قُدم وجه العُملة المعدنية المزدوجة الفلورين في هذا الوقت، إلا إن هناك قِطعة أحادية الوجه تُظهر الوجه الخلفي فقط للفلورين المزدوج في مجموعة دار السَك الملكية وقد يعود تأريخها إلى هذا الوقت. وكان موافقة فيكتوريا على تصميم بوم مصحوبة برغبة في أن تحمل العُملات المعدنية الجديدة بعض الصياغة التي تشير إلى إنها سُكت في عام اليوبيل. لم يكن فريمانتل راغبًا في التسامح مع أي شيء من شأنه أن يؤخر سك العُملة الجديدة، لكن فيكتوريا كانت مترددة للغاية في الاستسلام لدرجة أن جوشين طلب من فريمانتل إعادة النظر، لكنه رفض ذلك.
في الثاني عشر من مايو/آيار 1887، أعلن فريمانتل رسميًا إنه هناك تغييرات على العُملات الذهبية والفضية، بما في ذلك إدخال الفلورين المزدوج، وطُبع أمر استشاري بهذا الشأن في جريدة لندن غازيت في السابع عشر من مايو/آيار. في وقتٍ لاحق من ذلك الشهر، احتوى التقرير السنوي لنائب مدير دار سك العُملة على نقوش للإصدار الجديد؛ كتب فريمانتل عن الفلورين المزدوج، "يبقى أن نرى ما إذا هذهِ العُملة الجميلة ستُحظى بشعبية عامة". كتب فريمانتل مقالاً في عدد يونيو/حزيران من مجلة موراي بعنوان "عملاتنا الجديدة ونسبها" حيث قال عن الفلورين المزدوج، "لست خاليًا من الأمل في إن هذه المحاولات لاستبدال العُملات الفضية ذات التصميم الفني بالعُملة العادية إلى حد ما التي اعتدنا عليها خلال الخمسين عامًا الماضية قد ينظر إليها الجمهور بشكل إيجابي؛ ومن الممكن أن يكون تقديم قطعة أكبر من تلك التي اعتدنا على استخدامها حتى الآن، في شكل الفلورين المزدوج، مفيدًا بعدة طرق."
لم تتمكن صحيفة التايمز، التي ناقشت العُملة المعدنية الجديدة ذات الفلورين المزدوج، من رؤية أي سبب يجعل هذه العُملة ضرورية، ووصفتها بأنها "ثقيلة للغاية، وكبيرة للغاية، وغير مريحة للغاية". وكتبت صحيفة "ذا ستاندارد" في 19 مايو/أيار إنه "ليس هناك حاجة خاصة لقطعة نقدية بقيمة أربعة شلنات".... والآن، بعد أن أصبح الفلورين المزدوج يشكل الفئة الوسطى بين الشلنين و نصف الجنيه، فمن المحتمل أن تُبذل محاولة جديدة لسحبه [نصف التاج] من التداول". ذكرت صحيفة بلفاست نيوز ليتر، في 23 مايو/أيار، "من الصعب أن نتخيل الغرض الذي سيخدمه الفلورين المزدوج؛ لأن إزعاج العُملات الفضية الكبيرة والثقيلة كبير جدًا ولا يمكن تجاهله". كتبت جريدة بول مال جازيت في نفس اليوم إن الفلورين المزدوج "من المرجح أن يكون له تداول قليل جدًا في المملكة المتحدة. والمعنى من هذه العُملة هو إنها لا ينبغي أن تكون فلورينًا مزدوجًا، بل دولارًا، وبالتالي فإنها ستُستخدم في الشرق، وفي كندا، ودول أخرى مثل الولايات المتحدة حيث تُستخدم الدولارات". سُك التاج للتداول لأول مرة منذ 40 عامًا على الأقل، لم يكن أفضل حالًا من الفلورين المزدوج، على الرغم من إنه استمر لفترة أطول قليلاً، واستمر سكه بأعداد متناقصة حتى عام 1902.

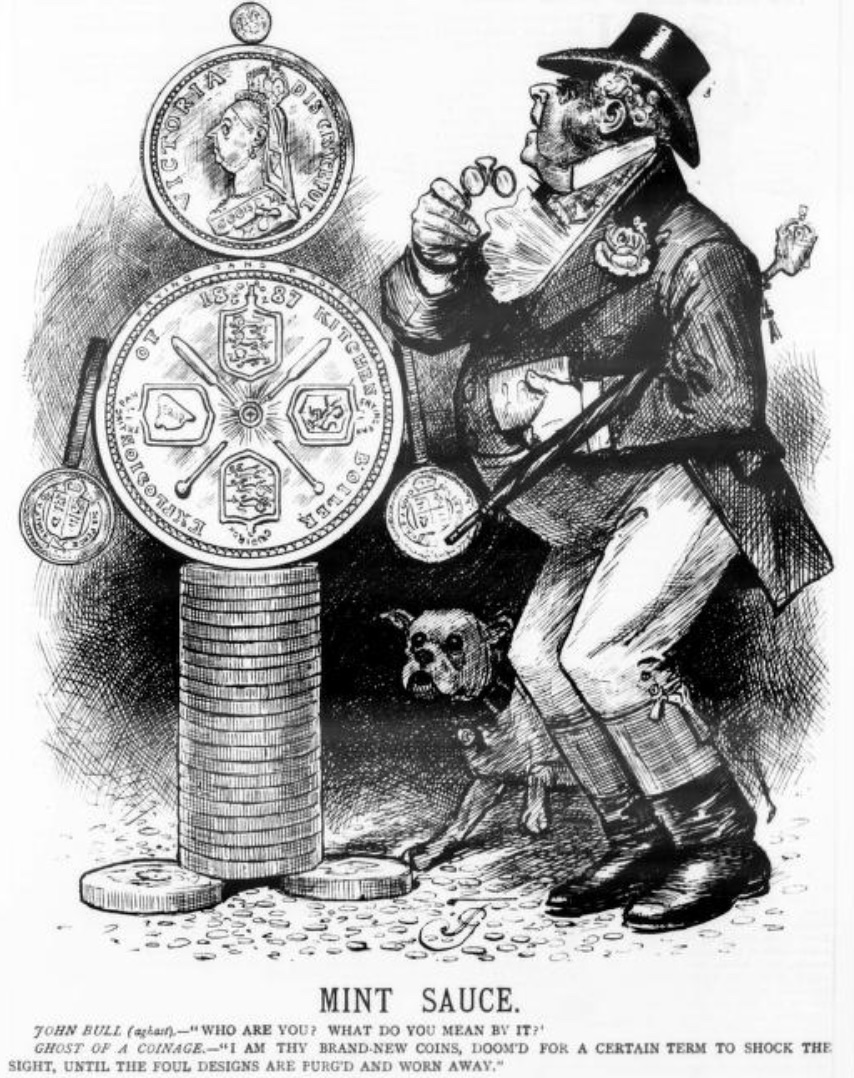
"فيكتوريا مخزية": مجلة مرحة صدرت في 20 يونيو 1887، تنتقد الفلورين أو الفلورين المزدوج، وتصفه بأنه "انفجار غلاية المطبخ"، المليئة بمقالي القلي.

صَدرت عُملات اليوبيل، بما في ذلك الفلورين المزدوج والتاج، في يونيو/حزيران 1887، مع الإصدار الرسمي المُحدد في البداية في 21 يونيو/حزيران، هو التأريخ الذي من المقرر أن يُحتفل باليوبيل الذهبي للملكة. بما إن هذا اليوم قد أُعلن عطلة مصرفية، فتغير تأريخ الإصدار إلى 20 يونيو/حزيران، وهو التاريخ الذي من المقرر فيه نقل العُملات المعدنية من دار السك الملكية إلى بنك إنجلترا، حيث تُستخدم هناك لتلبية الطلبات من بنوك لندن. ولن تتوفر العُملات المعدنية الجديدة لدى البنوك الإقليمية قبل الثاني والعشرين من الشهر الجاري على الأقل، وأفادت صحيفة دندي كورير إنه "من المتوقع أن يُنفد الطلب على الفلورين المزدوج العرض الأول قريبًا".  وبمجرد إصدار العُملات المعدنية الجديدة، كان رد فعل سلبي للغاية من قِبل الجمهور والصحافة. وفقًا لداير وستوكر، "عندما اندلعت عاصفة الإدانة، بدا فريمانتل مندهشًا حقًا من "المنعطف الحزين الذي اتخذته الأمور، والذي لم أتوقعه على الإطلاق". لقد كانت عاصفة: أسئلة في البرلمان، وانتقادات صريحة من جميع أقسام الصحافة، ورسوم كاريكاتورية ساخرة وهراء في مجلة Fun and Punch ، وحتى بعض التعليقات غير الودية من قِبل جون إيفانز في خطابهُ الرئاسي أمام الجمعية الملكية للعملات. كان يُنظر إلى العُملة على إنها الأسوأ على الإطلاق؛ حيث نُفذت بشكل سيئ، وغير لائقة على الوجه، وغير فعّالة في عدم تحديد القيم على الوجه الخلفي". وفقًا لهيفر، مع "تعافي شعبية فيكتوريا بشكل كبير بين شعبها بحلول عام 1887، كان هناك صرخة استنكار لهذا التمثيل الأقل من المثالي". وتعرض الفلورين المزدوج لانتقادات خاصة.
وصل هذا النقد إلى مجلس العموم، حيث أجاب جوشين على أسئلة حول العُملة الجديدة يومي 23 و28 يونيو/حزيران. أخبر المستشار أعضاء البرلمان إنه كما لم يخلط الجمهور بين الفلورين ونصف التاج، فلن يخلطوا بين الفلورين المزدوج والتاج. وجه العُملة المعدنية ذات الفلورين المزدوج مطابقًا تقريبًا لوجه العُملة المعدنية ذات التاج، باستثناء حقيقة إن القطعة المعدنية ذات الخمسة شلنات حملت الأسطورة الملكية على الوجه بينما حملت القطعة المعدنية ذات الأربعة شلنات جزءًا من كلا الجانبين. كان للعملتين وجهان مختلفان. كان التأثير المباشر الوحيد لهذهِ الصرخة هو إن العُملة المعدنية ذات الستة بنسات، التي تفتقر إلى بيان فئتها ومطلية بالذهب لتمريرها كنصف سيادي، أعيد تصميمها العكسي السابق، والذي ذكر قيمتها.

### استمرار الإنتاج والإلغاء
في ديسمبر/كانون الاول 1887، كتب فريمانتل إلى روبرت هانت، نائب رئيس فرع دار سك العملة الملكية في سيدني، إن أسباب إصدار الفلورين المزدوج معقدة للغاية، ويشك في إنه "سيكون مطلوبًا بشكل كبير على الإطلاق". في 30 مايو/آيار 1888، ذكر مراسل صحيفة ليفربول ميركوري في لندن إنه "إنتج ما يقرب من 100 ألف جنيه إسترليني من الفلورين المزدوج، وقد اختفى المبلغ بالكامل تقريبًا... لم يصبح الفلورين المزدوج شائعًا. وحتى هذا التاريخ، فشل في الحصول على عُملة عامة."
ارتباك الفلورين المزدوج والتاج، أعطى القطعة النقدية ذات الأربعة شلنات لقب "حزن النادلة"، قيل إنهم أخطأوا في اعتبار الفلورين المزدوج العُملة المعدنية الأكبر. مع 2 فقط على الرغم من وجود فرق يبلغ 2 ملم بين أقطار الفلورين المزدوج والتاج، إلا إن هناك أدلة قصصية تُشير إن بعض العاملين في الحانات العامة فقدوا سُبل عيشهم بسبب "خراب البار". كتبت مجلة The Banker's Magazine في عام 1890، "مع ذلك، فإن قِلة من الأشخاص، وحتى قِلة من أمناء الصناديق، مهما كانت خبرتهم، سيتمكنون بسهولة من التمييز بين التاج والعُملة ذات الفلورين المزدوج من النظرة الأولى. ونعتقد إنهم سيجدون صعوبة في التأكد تمامًا من العُملة التي يتعاملون معها ما لم يفحصوا الوجه الخلفي للعُملة ويروا ما إذا كان الفارس والتنين [تصميم التاج] عليها أم لا".
شهد عام 1889 إصدار أكبر عدد من العُملات، سواء من فئة الفلورين المزدوج أو فئة التاج المعاد إحياؤه، حيث ضُرب أكثر من مليون عُملة من كل فئة. كان ذلك لأن الحكومة استخدمت القطعتين المعدنيتين الكبيرتين في رواتب موظفيها، وبسبب اتفاق أبرمته مع بنك إنجلترا لتعويض البنك عن نقل العُملات الفضية إلى فروعه وإلى المتقدمين الإقليميين. في مارس/أذار 1890، أخبر جوشين مجلس العموم إنه "لا يمكن القول بوجود أي تشابه بين الفلورين المزدوج والتاج" وقد قوبل بصيحات "أوه!"، مما يدل على عدم التصديق. في الخامس من مايو/آيار، سُئل عما إذا كان أي تفكير في سحب التاج أو الفلورين المزدوج، ذكر إن التاج كان يزداد شعبية، و"فيما يتعلق بقطعة الأربعة شلن، من السابق لأوانه اتخاذ أي قرار. الوقت وحده يمكن أن يظهر ما هو الاستخدام الحقيقي للعُملة المعدنية". ومع ذلك، توقف سك الفلورين المزدوج إلى الأبد في أغسطس/آب 1890. وفقًا لريتشارد لوبيل في كتالوج كوينكرافت القياسي للعُملات الإنجليزية والمملكة المتحدة، "هذه الفئة، لم تكن شائعة في وقت الإصدار، استمرت حتى عام 1890، عندما تجاوزت فائدتها. لا شك إن استخدام صورة بوم أدى إلى تسريع زوالها". ذكر السير جون كريج، في تأريخه لدار السك الملكية، إن "قربها من القطعة المعدنية فئة 5 جنيهات إسترلينيه، وحجمها وحداثتها كانت عوائق قاتلة؛ فقد سقطت من التداول عام 1890، عندما صدرت في عام 1891.... بعد إصدار 212 وكان الفشل واضحًا للغاية لدرجة أن دار سك العُملة، على عكس كل ممارساتها، استعادت العُملات المعدنية بقيمتها الاسمية الكاملة بناءً على الطلب".

## العواقب
توفي بوم في ديسمبر/كانون الأول 1890، ووفقًا للناقد الفني ماريون سبيلمان، الذي عرفهُ جيدًا، "انحنت روحه اللطيفة في صمت تحت سيل الإدانة الساخرة التي استُقبلت بها أعماله"، مما أدى إلى مرضه ووفاته. توفي واين في أغسطس/أب التالي، وكتب عالم العملات ليونارد فورير في قاموسه السيري لأصحاب الميداليات، إن واين يريد تصميم وجه عُملة اليوبيل: "في نهاية حياته المهنية، أصيب بخيبة أمل عميقة بسبب قبول الحكومة لتصميم السير جيه إي بوم لوجه عُملة اليوبيل لعام 1887، ويُعتقد أن هذا أدى إلى تعجيل نهايته".
قال هربرت باول (عضو البرلمان عن إدنبرة الجنوبية) ... إنه يرغب في لفت الانتباه إلى العملة ذات الأربعة شلنات، ويتساءل ما الذي يمكن عمله حيالها. لم يكن يعتقد أن أي تغيير دستوري يمكن أن يبتكره عقل الإنسان قادر على التسبب بمشاكل مثل الصعوبة في التمييز بين قطعة من العملة ذات الأربعة شلنات وقطعة من العملة ذات الخمسة شلنات. وقال وزير المالية السابق إنه يمكن للمرء التمييز بين العملتين حتى في الظلام عندما يكون مخموراً، لكن السيد باول وجد صعوبة في التمييز بينهما في أفضل إضاءة وهو في كامل وعيه، كما هو حاله دائماً. وكلما تم سحب القطع ذات الأربعة شلنات في أقرب وقت كان ذلك أفضل للمصالح التجارية والاجتماعية للبلاد.

 — نقاشات مجلس العموم، 14 مارس 1893
في فبراير/شباط 1891، عيّن جوشين لجنة لتصميم العُملات المعدنية تحت قيادة السير جون لوبوك، عضو البرلمان الليبرالي. في اجتماعها الأول في ذلك الشهر، قررت اللجنة بالإجماع التوقف عن العمل بالفلورين المزدوج. وأكد ذلك في بيان أدلى به جوشين أمام مجلس العموم في 25 مايو/أيار. أصدرت اللجنة تقريرها في مارس/أذار 1892، ونسخة معدلة في مايو/أيار؛ وأوصى كلاهما بعدم الاحتفاظ بالفلورين المزدوج. أكد فريمانتل هذا في تقريره السنوي بصفته نائب مدير دار سك العُملة لعام 1892. في يناير/كانون التاني 1893، أشارت صحيفة ديلي تلغراف إلى أن الفلورين المزدوج كان مكروهًا على نطاق واسع، "لم يبارك من أعطى ولا من أخذ". في عام 1895، صرح روبرت ويليام هانبيري، وزير المالية في وزارة الخزانة، ردًا على سؤال برلماني إنه لا يعرف سبب إصدار الفلورين المزدوج، وأنه يجب إجراء تمييز كبير بينه وبين التاج. استمر إصدار العُملة المنافسة للفلورين المزدوج، وهي التاج، وبُذلت جهود كبيرة لتداولها، على أمل أن تحل محل بعض نصف السيادات من التجارة، ولكن بحلول عام 1902 أصبح من الواضح إن الاستخدام الرئيسي للعُملة هو دفع أجور الحكومة في أحواض بناء السفن، وبعد ذلك عادت على الفور إلى البنوك، وتوقفت.
بحلول عام 1914، سُحب حوالي 70 بالمائة من العُملات الورقية ذات الفلورين المزدوج الصادرة، لكن بعضها ظل متداولًا. ذكر تقرير صادر عام 1931 للحكومة الأمريكية إن العُملة المعدنية ذات الفلورين المزدوج هي العُملة المعدنية الوحيدة القديمة المتداولة في بريطانيا، ووصفها بأنها "نادرًا ما نراها". بعد أن توقف سك الفضة للعُملات المعدنية المتداولة في عام 1946، ظهرت عينات من الفلورين المزدوج في برامج استعادة الفضة التابعة للدار الملكية للسك في أوائل الستينيات. من المقرر إحياء الفلورين المزدوج من وقت لآخر وربما وصل الأمر إلى نقطة إنتاج القطع التجريبية في عام 1950. لم يلغى تداول الفلورين المزدوج عندما حدث تحويل الجنيه إلى النظام العشري في عام 1971، ويظل سعره قانونيًا مقابل 20 بنسًا (0.20 جنيه إسترليني).

## جمع

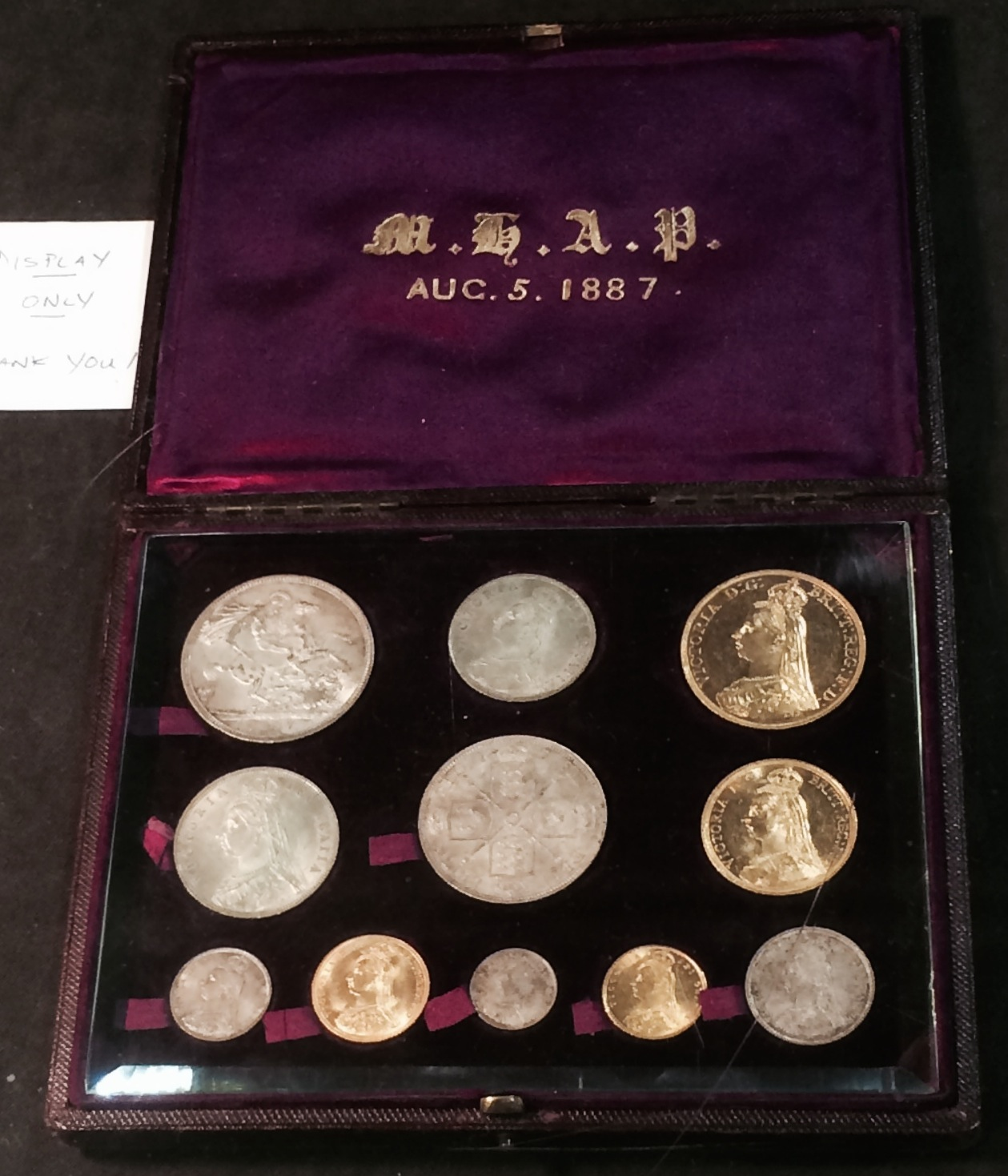
مجموعة إثبات لإصدار اليوبيل لعام 1887. يقع الفلورين المزدوج في المنتصف والتاج في أعلى اليسار.

أصبحت سلسلة الفلورين المزدوجة، التي لم يتبق على جمعها سوى أربع سنوات، شائعة بين هواة الجمع الذين يبحثون عن مجموعة كاملة. هناك عدد من الأصناف في المجموعة. الوجه والظهر الأصليان مسطحين؛ و انشأ وجه ثانٍِ وظهر ثانٍ، كل منهما يحتوي على عدد من الاختلافات الطفيفة ومجال مقعر قليلاً، لِبعض إصدارات عام 1887 و استخدمت في السنوات اللاحقة. قُدم التأريخ 1887 في الأصل على إنه I887، مع الرقم الروماني I، و عُدل إلى 1 عربي حتى قبل تغيير العكس. في بعض العُملات المعدنية الصادرة في عامي 1888 و1889، يظهر الحرف الثاني I في VICTORIA كرقم 1 عربي مقلوب. كُبر تصميم الوجه الخلفي قليلاً لإصدار عام 1890. توجد عملات معدنية أصلية لعام 1887، بعضها يحمل الوجه الأول والوجه الخلفي الأول (ورقم I روماني)، وبعضها يحمل الوجه الثاني والوجه الخلفي الثاني (ورقم 1 عربي).

لا تفرق شركة Numismatic Guaranty Company، و هي خدمة تصنيف العملات المعدنية، بين أصناف التداول من الفلورين المزدوج، في جميع الدرجات باستثناء أعلى الدرجات، تُصنف كل منها (بالدولار الأمريكي، اعتبارًا من عام 2022) عند 15.50 دولارًا (قيمة الذوبان)، و ترتفع إلى ما بين 400 دولار و750 دولارًا في حالة شبه نقية. تتمتع العُملات المعدنية لعام 1887 بميزة إضافية.

## ملحوظات
1. ↑  In full, Victoria Dei Gratia Britanniarum Regina Fidei Defensor
2. ↑  Indiae Imperatrix

## فهرس
- Browne، W. A. (1899). The Merchants' Handbook of Money, Weights and Measures, with Their British Equivalents (ط. 5th). London: Edward Stanford. OCLC:20554145. مؤرشف من الأصل في 2022-05-01.
- Churchill، Winston (1906). Lord Randolph Churchill. London: Macmillan & Co. ج. ii. OCLC:59397927.
- Clancy، Kevin (2017) [2015]. A History of the Sovereign: Chief Coin of the World (ط. second). Llantrisant, Wales: Royal Mint Museum. ISBN:978-1-869917-00-5.
- Cobb، Lawrence W. (فبراير 1985). "The Veiled Queen". The Numismatist: 255–259.
- Craig، John (2010) [1953]. The Mint (ط. paperback). Cambridge, United Kingdom: Cambridge University Press. ISBN:978-0-521-17077-2.
- Dyer، G. P. (1995). "Gold, Silver and the Double Florin" (PDF). British Numismatic Journal. ج. 64: 114–125. مؤرشف من الأصل (PDF) في 2024-02-25.
- Dyer، G. P.؛ Gaspar، P. P. (1992). "Reform, the New Technology and Tower Hill". في Challis، C. E. (المحرر). A New History of the Royal Mint. Cambridge, United Kingdom: Cambridge University Press. ص. 398–606. ISBN:978-0-521-24026-0.
- Dyer، G. P.؛ Stocker، Mark (1984). "Edgar Boehm and the Jubilee Coinage" (PDF). British Numismatic Journal. ج. 54: 274–288. مؤرشف من الأصل (PDF) في 2023-01-12.
- Heffer، Simon (2021). The Age of Decadence: A History of Britain: 1880–1914 (ط. eBook). New York: دار بنغون للنشر. ISBN:978-1-64313-671-4.
- Lant، Jeffrey L. (1973). "The Jubilee Coinage of 1887" (PDF). British Numismatic Journal. ج. 43: 132–141. مؤرشف من الأصل (PDF) في 2024-03-31.
- Linecar، Howard W.A. (1977). British Coin Designs and Designers. London: G. Bell & Sons Ltd. ISBN:978-0-7135-1931-0.
- Lobel، Richard، المحرر (1999) [1995]. Coincraft's Standard Catalogue English & UK Coins 1066 to Date (ط. 5th). London: Standard Catalogue Publishers Ltd. ISBN:978-0-9526228-8-8.
- Lorich، Bruce (يناير 1993). "A Victorian Mystery". The Numismatist: 1379–1381, 1429–1430.
- Moore، George (1923). Modern Painting (ط. Carra). New York: Boni & Liveright, Inc. OCLC:256357089. مؤرشف من الأصل في 2022-05-22.
- Seaby، Peter (1985). The Story of British Coinage. London: B. A. Seaby Ltd. ISBN:978-0-900652-74-5.
- Spink (2016). Coins of England and the United Kingdom (ط. 52nd). London: Spink. ISBN:978-1-907427-98-5.
- Stocker، Mark. (1996). "The Coinage of 1893" (PDF). British Numismatic Journal. ج. 66: 67–86. مؤرشف من الأصل (PDF) في 2024-04-01.

## روابط خارجية
- عملة فلورين مزدوجة، نوع من العملات من المملكة المتحدة – نادي العملات على الإنترنت

قالب:British coinage